# 소담고등학교
소담고등학교(소담高等學校)는 대한민국 세종특별자치시 소담동에 있는 공립 고등학교이다.

## 학교 연혁
- 2015년 1월 16일 : 학교 설립 인가(41(2)학급)
- 2016년 11월 10일 : 혁신고 지정(2017. 3. 1. ~ 2021. 2. 28.)
- 2017년 2월 9일 : 학교 준공
- 2017년 3월 1일 : 초대 백승환 교장 취임
- 2017년 3월 2일 : 제1회 입학식(3학급 68명)
- 2020년 1월 31일 : 제1회 졸업식(4학급 99명)
- 2022년 3월 1일 : 제3대 이석 교장 취임
- 2023년 2월 1일 : 제4회 졸업식(7학급 170명)
- 2023년 3월 2일 : 제7회 입학식(12학급 300명)

## 참고 자료
- 소담고등학교 - 한국교육학술정보원 학교알리미